# Alphitobius laevigatus
Alphitobius laevigatus là một loài bọ cánh cứng trong họ Tenebrionidae. Ấu trùng là nổi tiếng hơn bọ cánh cứng và được gọi là sâu trâu.
Bọ cánh cứng trâu tương tự như Tenebrio molitor về hình thức và hành vi, nhưng vẫn còn nhỏ hơn. Phía trên màu đen bóng, nâu và đỏ theo râu và chân nâu.